# Ганькин, Виталий Ксенофонтович
Вита́лий Ксенофо́нтович Га́нькин (5 апреля 1976, Куйбышев) — российский гребец-байдарочник, выступал за сборную России в конце 1990-х — начале 2000-х годов. Дважды чемпион Европы, серебряный и бронзовый призёр чемпионатов мира, победитель всероссийских первенств и многих международных регат. На соревнованиях представлял Самарскую область, заслуженный мастер спорта. Ныне — тренер по гребле на байдарках и каноэ.

## Биография
Виталий Ганькин родился 5 апреля 1976 года в Куйбышеве. Активно заниматься греблей начал в раннем детстве, проходил подготовку под руководством тренеров Ю. Худоба и О. Рябинина, учился в местном государственном училище олимпийского резерва, выступал за вооружённые силы и спортивный клуб АвтоВАЗа.
Первого серьёзного успеха добился в 1996 году, когда впервые завоевал золотую медаль взрослого всесоюзного первенства, одержал победу среди байдарок-четвёрок на дистанции 200 метров. Год спустя был лучшим в двойках на тысяче метров, ещё через год повторил это достижение и, попав в основной состав российской национальной сборной, побывал на чемпионате мира в венгерском Сегеде, откуда привёз награду бронзового достоинства, выигранную в программе четырёхместных экипажей на полукилометровой дистанции.
В 1999 году Ганькин стал чемпионом России среди четвёрок в гонках на 200 и 500 метров, позже в этих же дисциплинах выиграл золотые медали на чемпионате Европы в хорватском Загребе. Благодаря череде удачных выступлений удостоился права защищать честь страны на мировом чемпионате в Милане, в указанных дисциплинах взял бронзу и серебро соответственно. За эти достижения по итогам сезона удостоен почётного звания «Заслуженный мастер спорта России».
Впоследствии Виталий Ганькин оставался действующим спортсменом ещё в течение нескольких лет, так, в 2000 году он выиграл всероссийское первенство в зачёте байдарок-одиночек на дистанции 200 метров, став, таким образом, шестикратным чемпионом страны. Однако с этого времени он всё реже попадал в сборную и на международной арене больше не показывал сколько-нибудь значимых результатов.
После завершения карьеры профессионального спортсмена перешёл на тренерскую работу. В настоящее время работает детским тренером на гребной базе в Новокуйбышевске.